# Maerua crassifolia
Maerua crassifolia is een soort uit de familie Capparaceae. Het is een groenblijvende boom die een groeihoogte van 10 meter kan bereiken. De boom heeft een breed uitwaaierende kroon en veel takken. De vrucht is een bruinkleurige langwerpige peul. De soort staat op de Rode Lijst van de IUCN geklasseerd als 'niet bedreigd'.
De soort komt voor in Noord-Afrika en dan vooral in de Sahara en de Sahel, op het Arabisch schiereiland en in Iran en Pakistan. De boom groeit in droge gebieden te midden van uit loofbomen bestaand struikgewas en struweelbegroeiing in de buurt van rivieren.
De bladeren van de boom worden gekookt en gegeten in couscous. De geplette bladeren worden gebruikt als middel tegen de koorts, terwijl een aftreksel van de gedroogde bladeren wordt gebruikt om braken te stoppen en maagklachten te behandelen. Verder worden bladeren en bast fijngestampt en deze met een teug warme melk ingenomen tegen kiespijn.
De schors wordt gebruikt om water te zuiveren. Bij verbranding van het hout, wat weinig gebeurd omdat er dan een walgelijke geur vrijkomt, wordt uit de as een zwarte kleurstof gewonnen die gebruikt wordt door de Masai om hun schilden te verven. 